# Pagode Tây Phương
La pagode Tây Phương est une pagode bouddhiste située dans le district de Thach That, près d'Hanoï au Vietnam. Elle a été construite à la fin du XVIIIe siècle en haut d'une colline. En raison de sa collection exceptionnelle de statues en bois laqué, la pagode appartient à la liste du patrimoine national spécial établie par le gouvernement vietnamien.

## Galerie

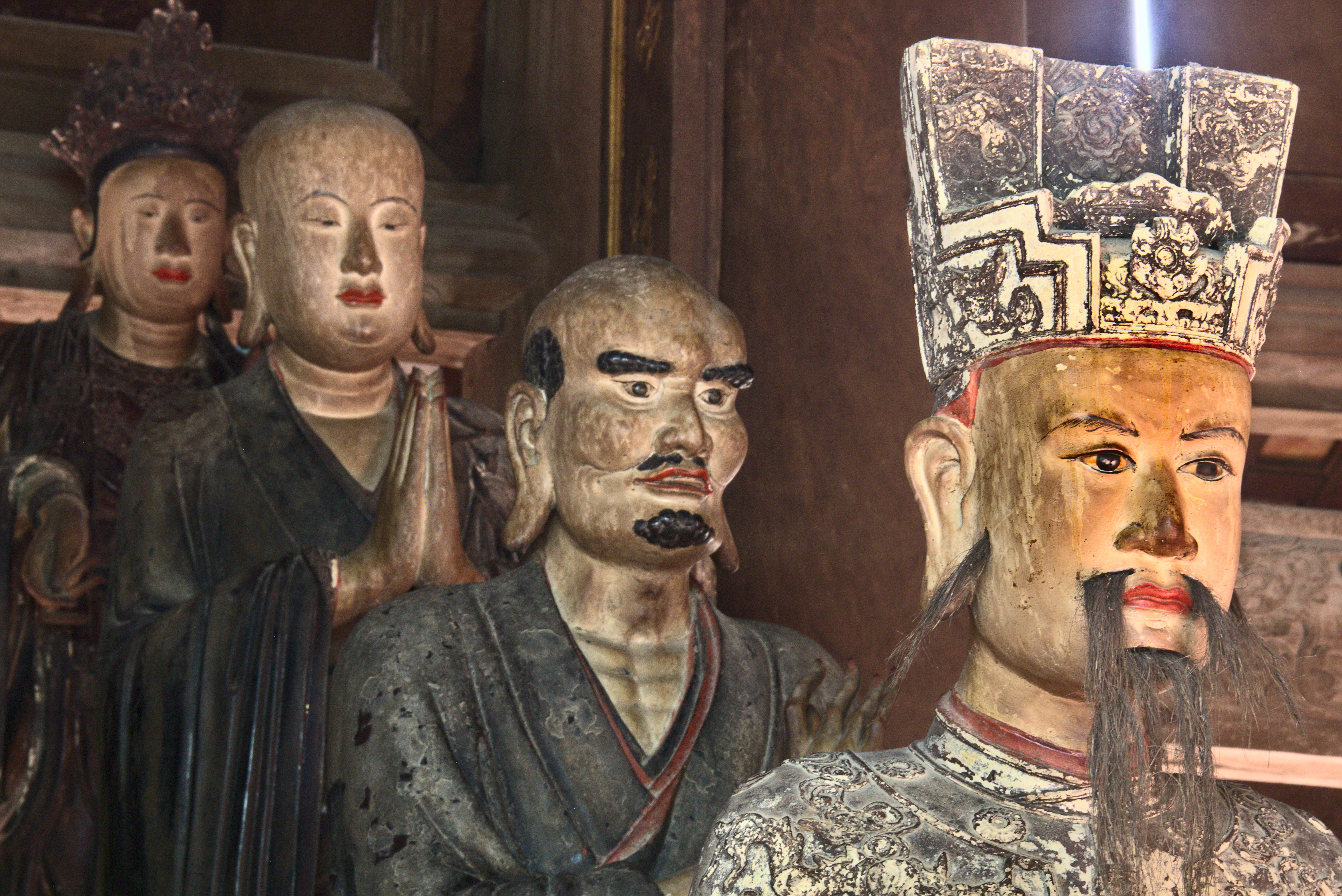
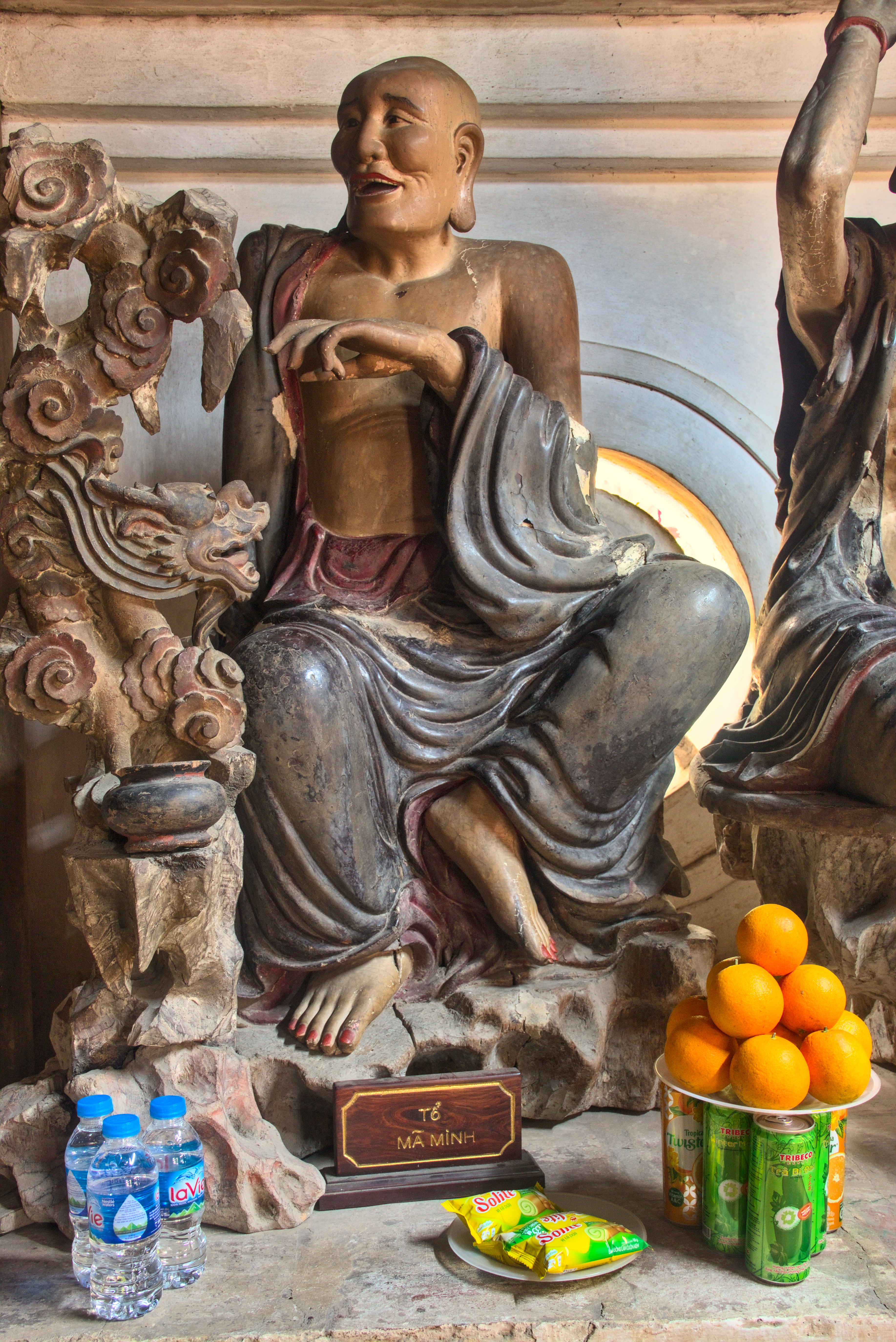
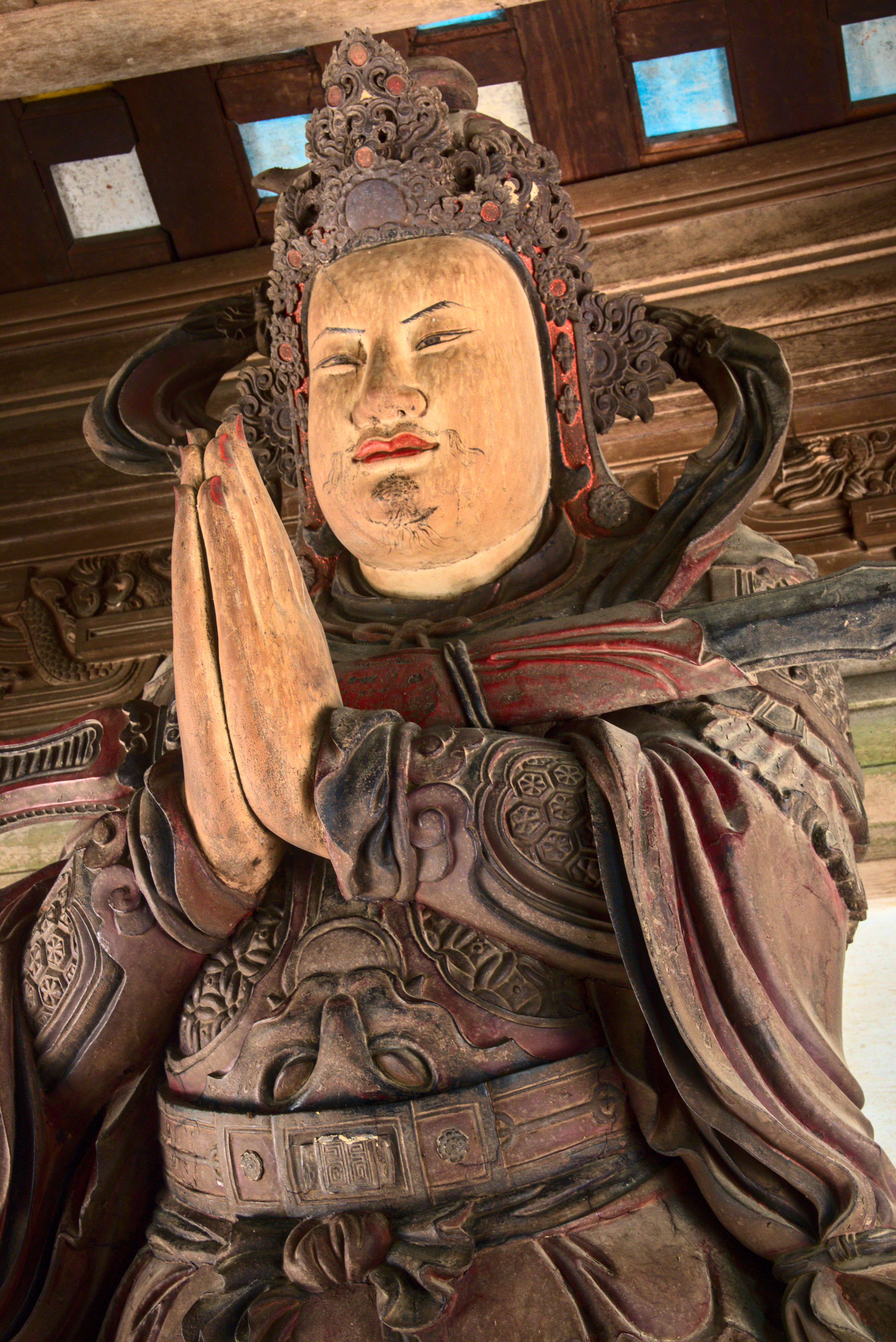